# Jill Wagner
Pour les articles homonymes, voir Wagner.
Jill Suzanne Wagner née le 13 janvier 1979 à Winston-Salem en Caroline du Nord, est une actrice américaine.

## Biographie
En 2006, elle se retrouve dans la série Blade dans le rôle de Krista Starr.
Elle a joué dans la série Stargate Atlantis dans laquelle elle incarnait Larrin, et fait une brève apparition dans la saison 3 épisode 7 de la série Monk en tant que petite amie de Randy Disher.
Elle a coanimé entre 2008 et 2011 l'émission Wipeout sur le réseau ABC. Elle a été remplacée par Vanessa Minnillo.
Elle fait également son apparition dans la série Teen Wolf, où elle incarne Kate Argent, la tante d'Allison Argent, qui est la petite amie du personnage principal jusqu'à la saison 3b. Elle revient dans la série en 2014, lors de la saison 4.
Elle anime également une émission nommée "Wolf Watch" sur MTV, dans laquelle des acteurs sont invités à parler de la série Teen Wolf, donner leur avis...

## Vie privée
Elle se marie à David Lemanowicz le 8 avril 2017. Elle a deux enfants : Army Gray Lemanowicz et Daisy Roberta Lemanowicz[réf. nécessaire].

## Filmographie

### Cinéma

#### Courts métrages
- 2012 : The End, My F.R.E.N.D. : Une randonneuse
- 2014 : SuperNovas : Judy
- 2024 : Teen Wolf: The Movie 2 de Russell Mulcahy : Kate argent

#### Longs métrages
- 2005 : Junebug : Millicent, friend at shower
- 2006 : Shifted : Rachel
- 2008 : Splinter : Polly Watt
- 2013 : Road to Paloma : Sandy
- 2018 : Braven, la traque sauvage (Braven) de Lin Oeding : Stephanie Braven

### Télévision

#### Séries télévisées
- 2003 : Punk'd (saison 2, épisodes 1 à 6) : Field Agent
- 2004 : Monk (saison 3, épisode 7 : Monk et l'employée du mois) : Crystal
- 2004 : Dr Vegas (Dr. Vegas) : Roxanne
  - (saison 1, épisode 3 : Dead Man, Live Bet)
  - (saison 1, épisode 4 : All In)
- 2004 : Les Quintuplés (Quintuplets) (saison 1, épisode 16 : La dinde... de la farce) : Cammie
- 2006 : Blade (Blade: The Series) (12 épisodes) : Krista Starr
- 2007-2008 : Stargate Atlantis : Larrin
  - (saison 4, épisode 5 : Les Voyageurs)
  - (saison 4, épisode 11 : Alliance forcée (2/3))
- 2008 : Bones (saison 4, épisode 3 : Les Hommes de sa vie) : Holly Markwell
- 2011-2017 : Teen Wolf (20 épisodes) : Kate Argent
- 2019-2020 : Mystery 101 : Amy Winslow
- 2020 : Inlighten Films (saison 2, épisode 9) : Christina Owenby
- 2023 : Opérations Spéciales : Lioness (Special Ops: Lioness) : Bobby (également productrice déléguée)

#### Téléfilms
- 2015 : Mon futur ex et moi (Autumn Dreams) de Neill Fearnley : Anabelle «Annie» Hancock
- 2015 : Noël dans les montagnes (Christmas in the smokies) de Gary Wheeler : Trish Greene
- 2016 : L'Héritage de Noël (Christmas Cookies) de James Head : Hannah Harper
- 2017 : Mariage chez mon ex (A Harvest Wedding) de Steven R. Monroe : Sarah Bloom
- 2017 : Embrassez l'esprit de Noël (Karen Kingsbury's Maggie's Christmas Miracle) de Michael Robison : Maggie Wright
- 2018 : La perle de l'amour (Pearl in Paradise) de Gary Yates : Alex Anderson
- 2018 : La Clé d’un Noël réussi (Christmas in Evergreen: Letters to Santa) de Sean McNamara : Lisa Palmer
- 2019 : Noël sous le gui (Christmas Wishes and Mistletoe Kisses) de DJ Viola : Abbey
- 2019 : Le calendrier secret de Noël (Christmas in Evergreen: Tidings of Joy) de Sean McNamara : Lisa Palmer
- 2020 : Romance d'hiver (Hearts of Winter) de Allan Harmon : Bethany Cain
- 2021 : Daisy et le miracle de Noël (A Christmas miracle for Daisy) de Mike Rohl : Whitney Alder
- 2021 : L’ange secret de Noël (The Angel Free) de Jessica Harmon : Rebecca
- 2022 : De bons vœux (A Merry Christmas Wish) de Bradley Walsh : Janie Collins
- 2023 : Un souvenir de Noël (Bringing Christmas Home) de Mike Rohl : Caroline Upton
- 2024 : Christmas Under the Northern Lights de Ernie Kaderali : Erin